# Drużynowe Mistrzostwa Polski na Żużlu 1966
Drużynowe Mistrzostwa Polski na Żużlu 1966 – 19. edycja drużynowych mistrzostw Polski, organizowanych przez Polski Związek Motorowy (PZM). Od 1963 roku rozgrywki I i II ligi rozgrywane były w cyklu dwuletnim, aczkolwiek tytuł drużynowego mistrza Polski przyznawano co roku. W sezonie 1966 do rozgrywek pierwszej ligi przystąpiło osiem zespołów, natomiast w drugiej lidze walczyło dziewięć drużyn.
Zwycięzca najwyższej klasy rozgrywkowej (I Ligi) zostaje Drużynowym Mistrzem Polski na Żużlu w sezonie 1966. Obrońcą tytułu z poprzedniego sezonu jest ROW Rybnik, który triumfował także w tym roku.

## Pierwsza Liga

### Ostateczna kolejność DMP 1966
| Poz. | Klub                     | Pkt. | Z  | R | P  | +/−  |
| ---- | ------------------------ | ---- | -- | - | -- | ---- |
| 1    | ROW Rybnik               | 24   | 12 | 0 | 2  | +233 |
| 2    | Stal Gorzów              | 21   | 10 | 1 | 3  | +188 |
| 3    | Stal Rzeszów             | 17   | 8  | 1 | 5  | +50  |
| 4    | Wybrzeże Gdańsk          | 16   | 8  | 0 | 6  | +22  |
| 5    | Sparta Wrocław           | 15   | 7  | 1 | 6  | –43  |
| 6    | Polonia Bydgoszcz        | 13   | 6  | 1 | 7  | –18  |
| 7    | Śląsk Świętochłowice     | 6    | 3  | 0 | 11 | –143 |
| 8    | Zgrzeblarki Zielona Góra | 0    | 0  | 0 | 14 | –289 |

### Ostateczna kolejność rozgrywek I ligi 1965–1966
| Poz. | Klub                     | Pkt. | Z  | R | P  | +/−  |
| ---- | ------------------------ | ---- | -- | - | -- | ---- |
| 1    | ROW Rybnik               | 50   | 25 | 0 | 3  | +500 |
| 2    | Stal Gorzów              | 40   | 19 | 2 | 7  | +276 |
| 3    | Wybrzeże Gdańsk          | 33   | 16 | 1 | 11 | +93  |
| 4    | Stal Rzeszów             | 33   | 16 | 1 | 11 | +67  |
| 5    | Sparta Wrocław           | 29   | 13 | 3 | 12 | –33  |
| 6    | Polonia Bydgoszcz        | 19   | 9  | 1 | 18 | –108 |
| 7    | Śląsk Świętochłowice     | 16   | 8  | 0 | 20 | –224 |
| 8    | Zgrzeblarki Zielona Góra | 4    | 2  | 0 | 26 | –571 |

## Druga Liga

### Ostateczna kolejność rozgrywek II ligi 1966
| Poz. | Klub                  | Pkt. | Z  | R | P  | +/−  |
| ---- | --------------------- | ---- | -- | - | -- | ---- |
| 1    | Unia Leszno           | 30   | 15 | 0 | 5  | +193 |
| 2    | Włókniarz Częstochowa | 28   | 14 | 0 | 6  | +181 |
| 3    | Kolejarz Opole        | 28   | 14 | 0 | 6  | +124 |
| 4    | Unia Tarnów           | 26   | 13 | 0 | 7  | +119 |
| 5    | Stal Toruń            | 25   | 12 | 1 | 7  | +84  |
| 6    | Motor Lublin          | 22   | 11 | 0 | 9  | –163 |
| 7    | Polonia Piła          | 18   | 9  | 0 | 11 | –169 |
| 8    | Start Gniezno         | 17   | 8  | 1 | 11 | –70  |
| 9    | Karpaty Krosno        | 10   | 5  | 0 | 15 | –299 |

### Ostateczna kolejność rozgrywek II ligi 1965–1966
| Poz. | Klub                  | Pkt. | Z  | R | P  | +/−  |
| ---- | --------------------- | ---- | -- | - | -- | ---- |
| 1    | Włókniarz Częstochowa | 48   | 24 | 0 | 8  | +472 |
| 2    | Unia Tarnów           | 45   | 22 | 1 | 9  | +252 |
| 3    | Kolejarz Opole        | 43   | 21 | 1 | 10 | +259 |
| 4    | Unia Leszno           | 41   | 20 | 1 | 11 | +165 |
| 5    | Stal Toruń            | 41   | 19 | 3 | 10 | +155 |
| 6    | Motor Lublin          | 20   | 10 | 0 | 22 | –235 |
| 7    | Karpaty Krosno        | 20   | 10 | 0 | 22 | –248 |
| 8    | Polonia Piła          | 18   | 8  | 2 | 22 | –347 |
| 9    | Start Gniezno         | 12   | 6  | 0 | 26 | –473 |

## Baraże
| Śląsk Świętochłowice 7. miejsce w I Lidze | 74:81 | Unia Tarnów 2. miejsce w II Lidze |
| ----------------------------------------- | ----- | --------------------------------- |
| Tarnów                                    | 48:29 | Świętochłowice                    |
| Świętochłowice                            | 45:33 | Tarnów                            |